# Cinturó de Van Allen

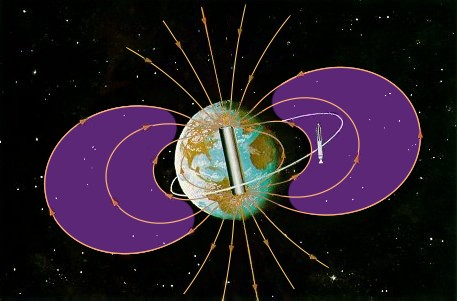
Cinturó de van Allen

El cinturó (o cinyell) de Van Allen (o també cinturons de radiació de Van Allen) és una zona de partícules d'alta energia que envolta la Terra a una gran altitud i forma un gran cinturó, en el que és la magnetosfera terrestre; les partícules que constitueixen el cinturó de Van Allen són electrons i protons de gran energia. La trobada d'aquestes partícules amb les molècules de l'alta atmosfera terrestre és l'origen de les aurores polars.
S'anomena així en honor del James Van Allen, a qui sovint se li atribueix el seu descobriment. Van Allen i el seu equip el van descriure l'any 1958 a partir de les dades proporcionades pels satèl·lits artificials. Els instruments a bord del satèl·lit Sputnik 2 havien mesurat correctament els efectes magnètics d'aquesta zona, però no van ser rebuts i, per tant, divulgats per l'antiga URSS. L'equip de Van Allen sí que ho pogué fer a partir de les mesures efectuades amb els comptadors Geiger embarcats en els satèl·lits de l'Explorer 1 i l'Explorer 3.
És una àrea en forma d'anell de superfície toroïdal en la qual gran quantitat de protons i electrons altament energètics s'estan movent en espiral entre els pols magnètics del planeta. Els electrons formen dos cinturons de radiació, mentre que els protons formen un únic cinturó. Dins d'aquestes dues zones circulars, les partícules poden penetrar al voltant d'1 g/cm² d'un blindatge (p. ex., 1 mil·límetre de plom). Per això, s'estructura en dos nivells: 
- El cinturó interior, que està a uns 1.000 km per sobre de la superfície de la Terra i s'estén per sobre dels 5.000 km.
- El cinturó exterior, que s'estén des d'aproximadament 15.000 km fins als 20.000 km

## Descobriment
Kristian Birkeland, Carl Størmer, Nicholas Christofilos i Enrico Medi havien investigat la possibilitat que les partícules carregades atrapades abans de l'Era espacial. El segon satèl·lit soviètic Spútnik 2 que tenia detectors dissenyats per Sergei Vernov, seguit dels satèl·lits nord-americans Explorer 1 i Explorer 3, van confirmar l'existència del cinturó a principis de 1958, anomenades en honor a James Van Allen de la Universitat d'Iowa. La radiació atrapada va ser cartografiada per primera vegada per l'Explorer 4, el Pioneer 3 i el Luna 1.
El terme cinturons de Van Allen es refereix específicament als cinturons de radiació que envolten la Terra; tanmateix, s'han descobert cinturons de radiació similars al voltant d'altres planetes. El Sol no admet cinturons de radiació a llarg termini, ja que no té un camp dipolar global estable. L'atmosfera terrestre limita les partícules dels cinturons a regions superiors als 200–1.000 km, mentre que els cinturons no s'estenen més enllà dels 8 radis terrestre RE. Els cinturons estan confinats a un volum que s'estén uns 65° a banda i banda de l'equador celeste.

## Estructura

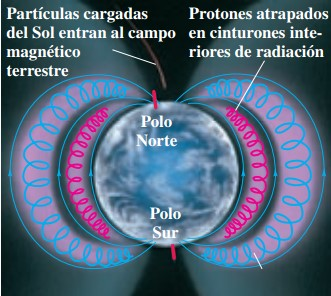
Partícules carregades girant en espiral.

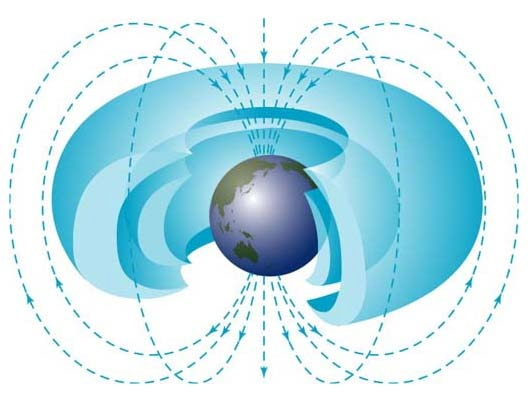
Representació artística dels cinturons de Van Allen.

Aquests cinturons són àrees en forma d'anell de superfície toroïdal en què protons i electrons es mouen en espiral en gran quantitat entre els pols magnètics del planeta.
Hi ha dos cinturons de Van Allen:
- El cinturó interior s'estén des d'uns 500 km per sobre de la superfície de la Terra fins a més enllà dels 5.000 km.
- El cinturó exterior, que s'estén des d'uns 15.000 km fins a uns 58.000 km, que afecta satèl·lits d'òrbites altes/mitges, com poden ser els geoestacionaris, situats a uns 36.000 km d'altitud.

Amb els satèl·lits d'òrbita baixa (LEO) s'ha de buscar un compromís entre la conveniència d'una altitud considerable per evitar la resistència residual de l'alta atmosfera, que escurça la vida útil del satèl·lit, i la necessitat d'estar per sota dels 1.000 km per no patir llargues permanències als cinturons de radiació ni travessar àrees d'elevada intensitat, molt perjudicials per a aquests satèl·lits.

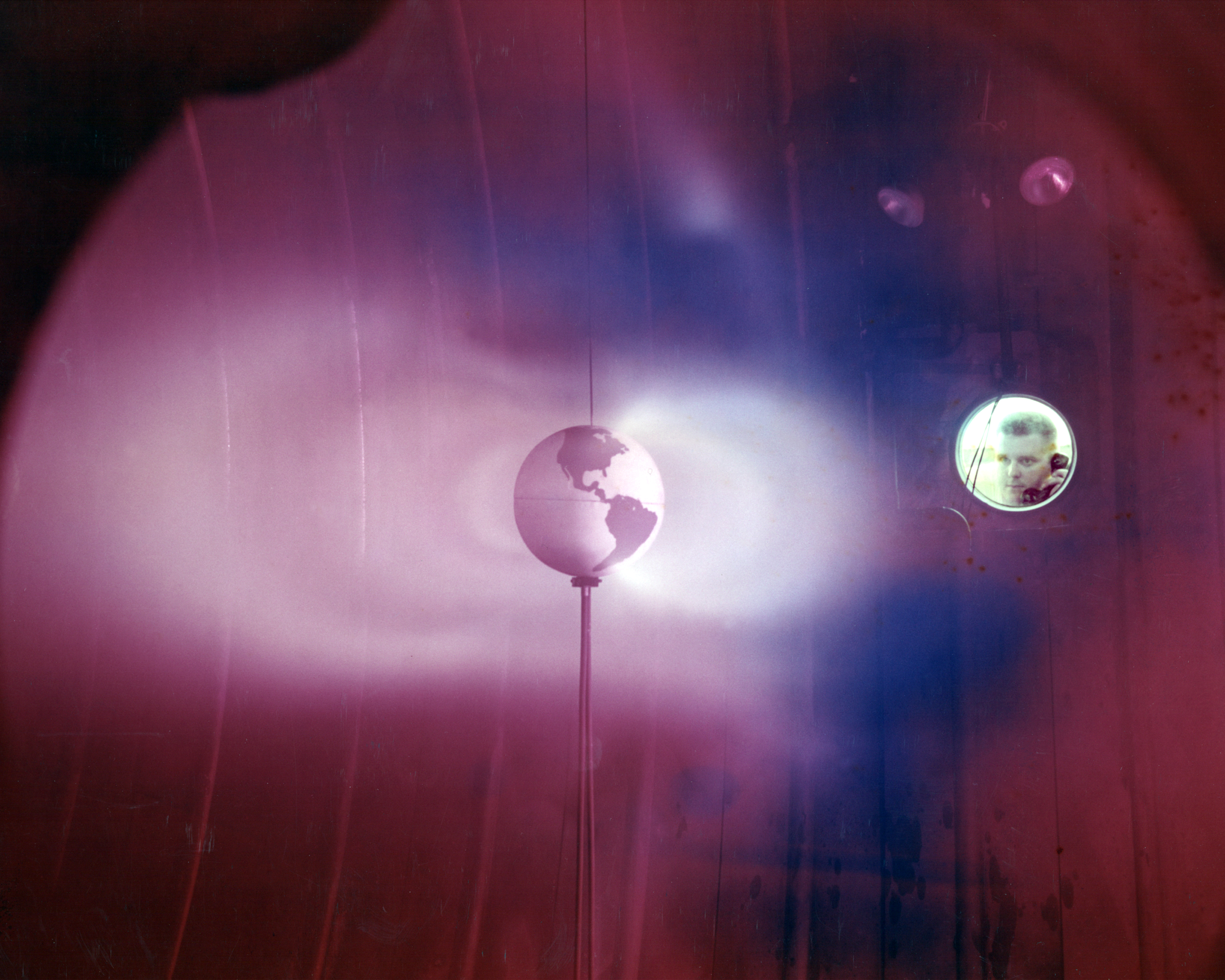
Animació dels cinturons de Van Allen.

Una regió del cinturó interior, coneguda com a Anomalia de l'Atlàntic Sud (SAA), s'estén a òrbites baixes i és perillosa per a les naus i els satèl·lits artificials que la travessen, ja que tant els equips electrònics com els éssers humans es poden veure perjudicats per la radiació. L′Anomalia de l'Atlàntic Sud és una regió on els 'cinturons de radiació de Van Allen es troben a uns centenars de quilòmetres de la superfície terrestre. Com a resultat en aquesta regió, la intensitat de radiació és més alta que en altres regions. L′AAS (Anomalia de l'Atlàntic Sud) o SAA (acrònim en anglès) és produïda per una "depressió" al camp magnètic de la Terra en aquesta zona, ocasionada pel fet que el centre del camp magnètic de la Terra està desviat del seu centre geogràfic en 450 km. Alguns pensen que aquesta anomalia és un efecte secundari d'una inversió geomagnètica.
Aquests cinturons de radiació s'originen per l'intens camp magnètic de la Terra que és producte de la seva rotació. Aquest camp atrapa partícules carregades (plasma) provinents del Sol (vent solar), així com partícules carregades que es generen per interacció de l'atmosfera terrestre amb la radiació còsmica i la radiació solar d'alta energia.
Aquests cinturons altament radioactius contenen antiprotons, antipartícules d'enorme força electromagnètica.

## Cinturó interior

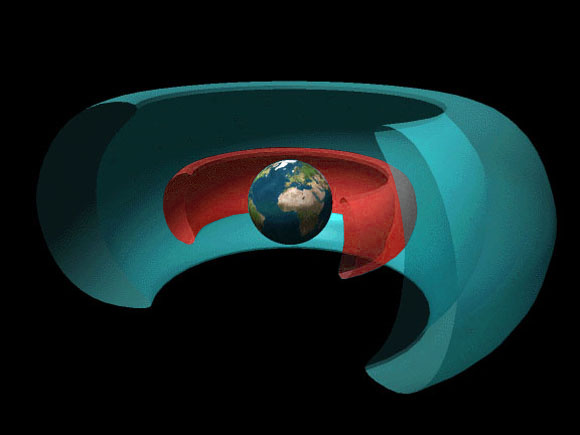
Dibuix en tall de dos cinturons de radiació al voltant de la Terra: el cinturó interior (vermell) dominat per protons i l'exterior (blau) per electrons. Crèdit de la imatge: NASA

El cinturó interior de Van Allen s'estén normalment des d'una altitud de 0,2 a 2 radis terrestres (L d'1,2 a 3) o 1.000 km a 12.000 km per sobre de la Terra. En certs casos, quan l'activitat solar és més forta o en zones geogràfiques com la Anomalia de l'Atlàntic Sud, el límit interior pot disminuir fins aproximadament 200 km per sobre de la superfície de la Terra. El cinturó interior conté altes concentracions d'electrons al rang de centenars de keV i protons energètics amb energies superiors a 100 MeV-atrapats pels camps magnètics relativament forts de la regió (en comparació amb el cinturó exterior).
Es creu que les energies de protons superiors a 50 MeV als cinturons inferiors a altituds més baixes són el resultat de la desintegració beta de neutrons creats per col·lisions de raigs còsmics amb nuclis de l'atmosfera superior. Es creu que la font de protons de menor energia és la difusió de protons, deguda a canvis al camp magnètic durant les tempestes geomagnètiques.
A causa del lleuger desplaçament dels cinturons respecte al centre geomètric de la Terra, el cinturó interior de Van Allen realitza la seva major aproximació a la superfície a l'Anomalia de l'Atlàntic Sud.
Al març de 2014, un patró semblant a "ratlles de zebra" va ser observat als cinturons de radiació pel Radiation Belt Storm Probes Ion Composition Experiment (RBSPICE) a bord de Van Allen Probes. La teoria inicial proposada el 2014 era que -a causa de la inclinació de l'eix del camp magnètic de la Terra- la rotació del planeta generava un camp elèctric oscil·lant i feble que impregna tot el cinturó de radiació interior. En canvi, un estudi de 2016 va concloure que les ratlles de zebra eren una empremta de vents ionosfèrics als cinturons de radiació.

## Recerca

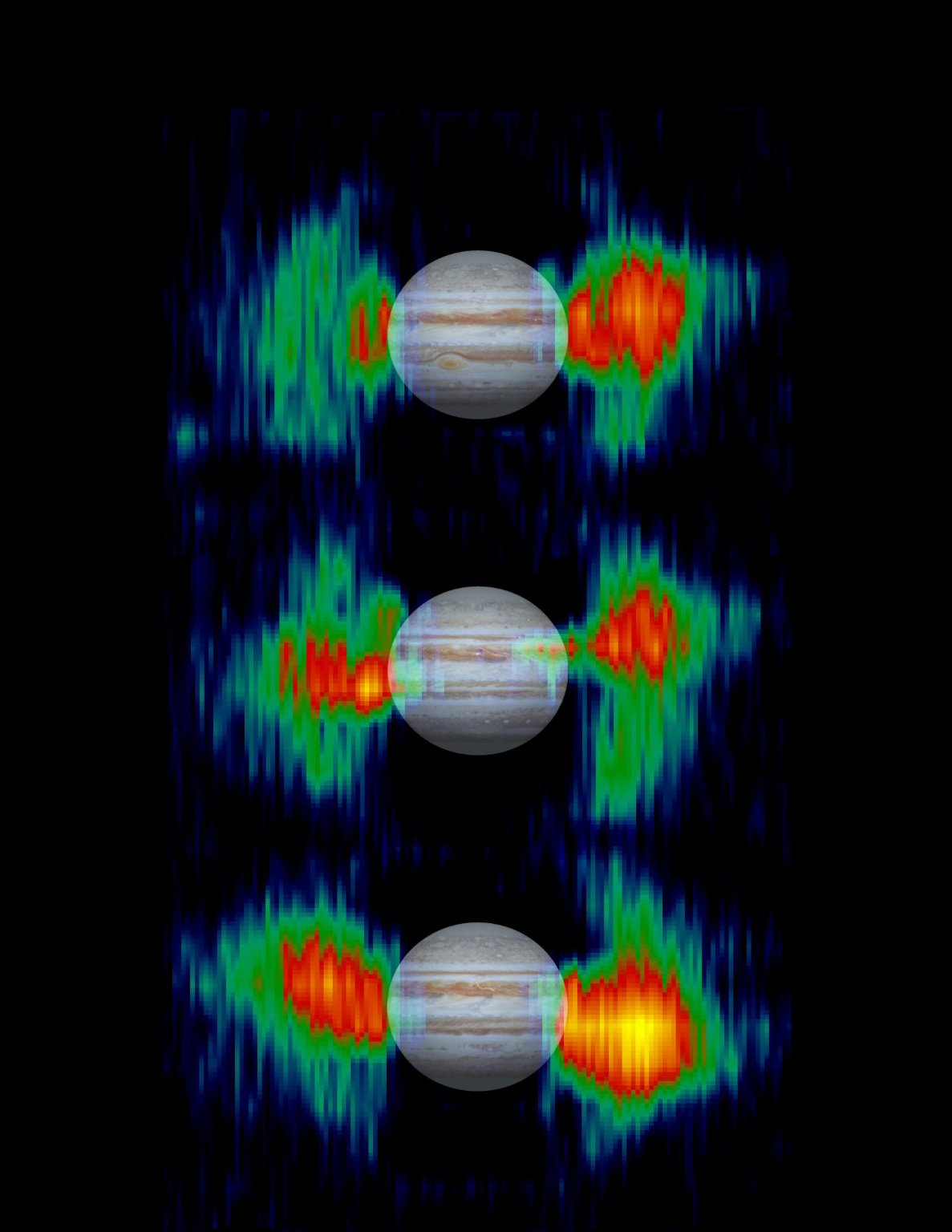
Cinturons de radiació variable de Júpiter

La missió Van Allen Probes de la NASA té com a objectiu entendre (fins al punt de la predictibilitat) com les poblacions d'electrons relativistes i ions a l'espai es formen o canvien en resposta als canvis en l'activitat solar i el vent solar. Els estudis finançats per l'Institut de Conceptes Avançats de la NASA han proposat culleres magnètiques per recollir antimatèria que es troba de manera natural als cinturons de Van Allen de la Terra, tot i que es calcula que només hi ha uns 10 micrograms d'antiprotons a tot el cinturó.
La missió Van Allen Probes es va llançar amb èxit el 30 d'agost de 2012. La missió principal estava programada per durar dos anys i s'esperava que els consumibles en duressin quatre. Les sondes es van desactivar el 2019 després de quedar-se sense combustibles i s'espera que deixin d'orbitar durant la dècada de 2030. El Centre de vol espacial Goddard de la NASA gestiona el programa Living With a Star, del qual les sondes Van Allen eren un projecte, juntament amb el Solar Dynamics Observatory (SDO). El Laboratori de Física Aplicada va ser el responsable de la implementació i la gestió d'instruments per a les sondes Van Allen.
Hi ha cinturons de radiació al voltant d'altres planetes i llunes del sistema solar que tenen camps magnètics prou potents com per mantenir-los. Fins ara, la majoria d'aquests cinturons de radiació han estat poc cartografiats. El programa Voyager (és a dir, Voyager 2) només va confirmar nominalment l'existència de cinturons similars al voltant d'Urà i Neptú.
Les tempestes geomagnètiques poden fer que la densitat d'electrons augmenti o disminueixi amb relativa rapidesa (és a dir, aproximadament un dia o menys). Els processos a llarg termini determinen la configuració general de les corretges. Després que la injecció d'electrons augmenti la densitat d'electrons, sovint s'observa que la densitat d'electrons decau exponencialment. Aquestes constants de temps de decadència s'anomenen "temps de vida". Les mesures de l'espectròmetre d'ions d'electrons magnètics (MagEIS) de Van Allen Probe B mostren llargs temps de vida d'electrons (és a dir, més de 100 dies) al cinturó interior; s'observen temps de vida d'electrons curts, d'un o dos dies a la "ranura" entre els cinturons; i al cinturó exterior es troben temps vides d'electrons depenent de l'energia d'entre cinc i vint dies.